# Gesundheitswissenschaften
Gesundheitswissenschaften (englisch Health Sciences) sind „ein Ensemble von wissenschaftlichen Einzeldisziplinen, die auf einen gemeinsamen Gegenstandsbereich gerichtet sind, nämlich die Analyse von Determinanten und Verläufen von Gesundheits- und Krankheitsprozessen und die Ableitung von bedarfsgerechten Versorgungsstrukturen und deren systematische Evaluation unter Effizienzgesichtspunkten.“ Kern des Erkenntnisinteresses der Gesundheitswissenschaften ist die Verbesserung der Gesundheit der Bevölkerung durch Prävention und Gesundheitsförderung.
Die Verwendung des Plurals weist auf die Interdisziplinarität sowie durch die Verwendung des Wortteils „-wissenschaft“, in Abgrenzung zu Public Health, auf den wissenschaftlichen Charakter dieses Gebietes hin. Teil der Gesundheitswissenschaften sind auch bestimmte Teildisziplinen der  Medizin, insofern ihr Erkenntnisinteresse innerhalb des Gegenstandsbereichs der Gesundheitswissenschaften liegt.

## Geschichte
Die Institutionalisierung in Deutschland begann 1994 an der Universität Bielefeld mit der Einrichtung der „Fakultät für Gesundheitswissenschaften / School of Public Health“. Klaus Hurrelmann war Gründungsdekan.

## Gegenstand
In Anlehnung an die Gesundheitsdefinition der Weltgesundheitsorganisation beschäftigen sich die Gesundheitswissenschaften mit den physischen, psychischen und sozialen Bedingungen von Gesundheit und Krankheit sowie ihrer systemischen Verknüpfung. Dabei sind sie theoretisch, empirisch und anwendungsbezogen ausgerichtet. Konzeptionelle Ansätze von Public Health beziehen sich auf die „Mikro-, Meso- und Makroebene der Gesellschaft“ (vgl. Hurrelmann 2010, Mann, 1996). Bei dieser Mehrebenenbetrachtung steht nicht nur die Person im Vordergrund, sondern der Gesundheitsstatus von Personen- und Bevölkerungsgruppen beziehungsweise der Gesellschaft und entsprechende Rückwirkungen auf die Person.